# Кошка среди голубей
«Кошка среди голубей» (англ. Cat Among the Pigeons) — поздний роман Агаты Кристи, который равно можно отнести как к детективному, так и к шпионскому жанру. Один из немногочисленных образцов шпионского детектива в творчестве писательницы. Роман стал последним произведением, где Эркюль Пуаро изображён ещё не отошедшим от дел детективом. Впервые опубликован 2 ноября 1959 года.

## Сюжет
События произведения разворачиваются в вымышленной престижной английской школе-интернате для девочек Meadowbank School, в усреднённой ближневосточной стране Рамат, в Лондоне, а также в Анатолии (незначительный эпизод). В центре романа лежит расследование убийства учительницы физкультуры, тело которой находят ночью в спортивном зале упомянутой школы.
Завязка романа происходит за три месяца до начала основных событий в столице королевства Рамат накануне произошедшей там революции и связана с судьбой драгоценностей, принадлежащих свергнутой королевской семье.

## Персонажи

### Управление школой «Мидоубанк»
- Мисс Булстроуд — директриса школы
- Энн Шапланд — секретарша директрисы
- Мисс Чедвик — одна из главных и опытных учителей в школе, принявшая участие в основании школы, преподает математику
- Элеанор Ванситтарт — главная учительница, которая пытается превзойти мисс Вулстроуд, учитель истории и немецкого языка

### Учительницы школы «Мидоубанк»
- Грейс Спрингер — учительница физкультуры и гимнастики
- Анжель Бланш — учительница французского языка
- Эйлин Рич — учительница английского языка и географии
- Мисс Блэйк — учительница танцев, ботаники и физики
- Мисс Роуэн — учительница с дипломом психолога

### Учащиеся школы «Мидоубанк»
- Принцесса Шаиста — кузина принца Али Юсуфа Раматского
- Дженнифер Сатклифф — племянница Боба Роулинсона
- Джулия Апджон — ученица чья мать имела отношение к секретным агентам

### Персонал школы «Мидоубанк»
- Элспет Джонсон — заведующая хозяйством
- Адам Гудман — агент под прикрытием и под вымышленным именем, который работает садовником
- Бриггс — садовник

### Родители учениц
- Джоан и Генри Сатклиффы — родители Дженнифер Сатклифф
- Миссис Апджон — мать Джулии Апджон
- Леди Вероника — заводная и пьяная мать дочерей-близнецов, зачисленных в школу

### Люди, имеющие отношение к международным делам
- Принц Али Юсуф — наследственный шейх Рамата
- Боб Роулинсон — персональный пилот принца
- Полковник Ефрем Пайкавэй — старшая фигура в Специальном отделении
- Джон Эдмундсон — член Министерства иностранных дел; Третий секретарь в британском посольстве в Рамате во время революции
- Дерек О’Коннор — член Министерства иностранных дел
- «Мистер Робинсон» — таинственная личность, имеющая значение в международных делах

### Остальные персонажи
- Эркюль Пуаро — частный детектив и старый приятель мисс Вулстроуд приглашенный в школу
- Денис Рэтбоун — любовник Энн Шапланд

## Экранизации
- 2008 — «Кот среди голубей», 59-й эпизод сериала «Пуаро Агаты Кристи»; в главной роли — Дэвид Суше.